# Micromischodus sugillatus
Micromischodus
Genre
Genre
Micromischodus sugillatus, unique représentant du genre Micromischodus, est une espèce de poissons d'eau douce téléostéens de la famille des Hemiodontidae (ordre des Characiformes).

## Répartition
Micromischodus sugillatus est endémique du Brésil où ce poisson se rencontre dans les bassins de l'Amazone et des rios Madeira, du Negro et Solimões.

## Description
Micromischodus sugillatus peut mesurer jusqu'à 170 mm, queue non comprise.

## Systématique
Le genre Micromischodus et l'espèce Micromischodus sugillatus ont été décrits en 1971 par l'ichtyologiste américain Tyson R. Roberts (d),.

## Étymologie
Le nom générique, Micromischodus, du grec ancien , micros, « petit », μῐ́σχος, mískhos, « tige, pétiole », et ὁδούς, odoús, « dent », fait référence aux dents minuscules et unicuspidées.
L'épithète spécifique, du latin sugillatus, « meurtri, qui porte des bleus », fait référence à la couleur de l'opercule et de la nageoire dorsale.

## Publication originale
- (en) Tyson R. Roberts, « Micromischodus sugillatus, a new hemiodontid characin fish from Brazil, and its relationship to the Chilodontidae », Breviora, Cambridge, Musée de Zoologie comparée, no 367,‎ 15 janvier 1971, p. 1-25 (ISSN 0006-9698 et 1938-2979, OCLC 1415078, lire en ligne).